# Залізні Ворота (Китай)
41°48′57″ пн. ш. 86°11′20″ сх. д. / 41.815916666667° пн. ш. 86.188805555556° сх. д.
Залізні Ворота (Китай) 铁门关 tiě-mén-guān — перевал у Синьцзян-Уйгурському автономному районі Китаю, який з'єднує Карашар (Яньці-Хуейський автономний повіт) на півночі та місто Корла у Баянгол-Монгольській автономній префектурі на півдні. Перше місто на північ від перевалу — Ташідянь.
Історично перевал Залізні Ворота мав стратегічне значення на Великому Шовковому Шляху. Контрольно-пропускний пункт («застава», 关 guān) був створений на перевалі за часів династії Тан. Наразі прохід більше не є частиною дорожньої інфраструктури регіону і зберігається як об'єкт історичного значення. Сучасна траса від Яньці до міста Корлі проходить через гори на схід від ущелини.